# Nepenthes gantungensis
Nepenthes gantungensis este o specie de plante carnivore din genul Nepenthes, familia Nepenthaceae, ordinul Caryophyllales, descrisă de S. Mcpherson, Cervancia, Chi. C. Lee, Jaunzems, Mey și A.S. Rob.. Conform Catalogue of Life specia Nepenthes gantungensis nu are subspecii cunoscute.

## Galerie de imagini

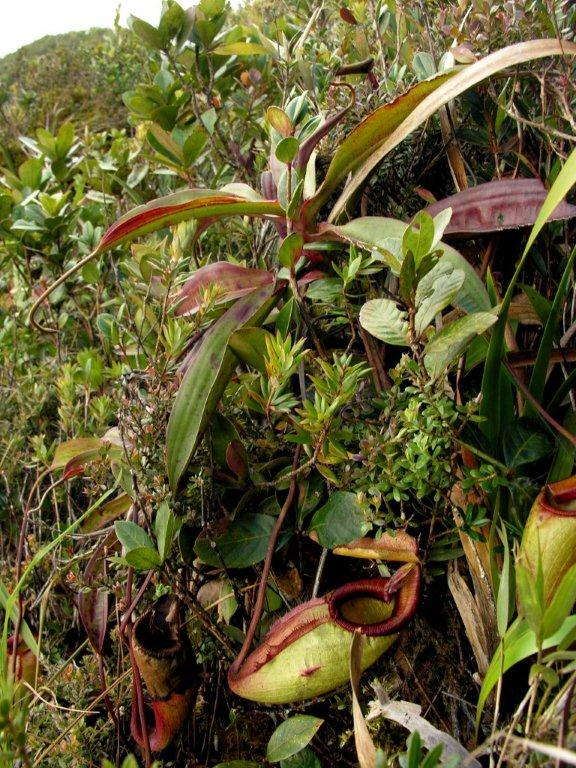